# Sólo pienso en tí
Sólo pienso en tí è l'ottavo album in studio della cantante e attrice messicana Lucero, pubblicato nel 1991.

## Tracce
Testi e musiche di Rafael Pérez Botija.
1. Ya No – 3:40
2. Quién Pudiera Quererte – 3:35
3. Nada Como Ser Miss – 3:26
4. Necesito Tu Amor – 4:12
5. Electricidad – 4:05
6. Tu Desdén – 3:19
7. Amor en Primer Grado – 2:55
8. Amor Secreto – 3:31
9. Autocontrol – 3:32
10. Sólo Pienso en Ti – 4:19